# 空気嚥下症
空気嚥下症（くうきえんげしょう、英: aerophagia）とは、空気を大量に飲み込んでしまうことによって、げっぷやおならがたくさん出たり、腹部膨満感を覚えたり、喉がなるような症状のことである。
呑気症（どんきしょう）とも呼ばれる。

## 症状
空気嚥下症では次のような症状が現れる。
- げっぷ
- 腹部膨満感[1]
- 上腹部の不快感、吐き気

唾液を飲み込むことによって、同時に空気も飲み込んでしまい、これらの症状が増強される。

## 原因
精神的なストレスが主な原因である。また、食事の際に食物と一緒に空気を飲み込んでしまい症状が出る場合もある。

## 治療
通常は一定時間続くと解消されるが、症状が出やすい体質もあるので、念のために腹部X線や内視鏡、CT、超音波などで消化器の検査をし、消化器官の疾患を否定する。
治療には、緊張や不安などのストレスを取り除くことが最重要である。薬物療法では抗不安薬が使用される。

## 噛みしめ呑気症候群
噛みしめ呑気症候群（かみしめどんきしょうこうぐん）は、東京医科歯科大学教授である小野繁が命名したもので、「（奥歯を）噛みしめる」動作に着目している。
ストレスなどによって無意識のうちに奥歯を噛みしめ、大量の空気を含んだ唾液を飲み込んでしまい、胃腸に空気がたまって前述のような症状が現れるだけでなく、噛みしめる動作によって頭痛や肩こりをも引き起こす。
この「噛みしめ呑気症候群」は、2006年8月1日放送の『最終警告!たけしの本当は怖い家庭の医学』（テレビ朝日系）で取り上げられた。